# Bahnstrecke Zabrze Biskupice–Gliwice
| Streckennummer: | 147                  |                                                |                                                |
| Kursbuchstrecke: | 121 A (1934)         |                                                |                                                |
| Streckenlänge: | 13,063 km            |                                                |                                                |
| Spurweite: | 1435 mm (Normalspur) |                                                |                                                |
| Stromsystem: | 3 kV =               |                                                |                                                |
| Streckengeschwindigkeit: | 80 km/h              |                                                |                                                |
| Zweigleisigkeit: | ja                   |                                                |                                                |
| |                      |                                                |                                                |
| \| \| \| von Bytom (Beuthen) \| \| \| \| \| von Ruda Chebzie (Morgenroth) \| \| \| \| 0,000 \| Zabrze Biskupice (Borsigwerk [Stsbf]) \| 278 m \| \| \| \| \| \| \| \| \| Schmalspurbahn Nowy Karb–Maciejów Śląski \| \| \| \| \| nach Pyskowice (Peiskretscham) \| \| \| \| \| Oberschlesische Sandbahn \| \| \| \| \| Oberschlesische Sandbahn \| \| \| \| \| Anschlüsse, u. a. Kohlenbergwerk Ludwik \| \| \| \| 4,051 \| Zabrze Północ ([Hindenburg-]Ludwigsglück) \| 261 m \| \| \| \| \| \| \| \| 7,920 \| Abzweig Maciejów Północny \| 236 m \| \| \| \| nach Zabrze Makoszowy (Makoschau) \| \| \| \| \| Anschluss \| \| \| \| \| von Ruda Chebzie (Morgenroth; mit Überwerfung) \| \| \| \| \| von Gliwice Sośnica (Sosnitza) \| \| \| \| \| Autobahn 1 \| \| \| \| \| Anschluss Mostostal Zabrze \| \| \| \| \| \| \| \| \| 13,063 \| Gliwice (Gleiwitz [Stsbf]) \| 221 m \| \| \| \| nach Kędzierzyn-Koźle (Kandrzin) \| \| |                      |                                                |                                                |
| Strecke |                      | von Bytom (Beuthen)                            | von Bytom (Beuthen)                            |
| Abzweig geradeaus und von links |                      | von Ruda Chebzie (Morgenroth)                  | von Ruda Chebzie (Morgenroth)                  |
| Dienststation / Betriebs- oder Güterbahnhof | 0,000                | Zabrze Biskupice (Borsigwerk [Stsbf])          | 278 m                                          |
| Strecke von links (außer Betrieb) · Abzweig geradeaus, ehemals nach links und ehemals nach rechts · Strecke von rechts (außer Betrieb) |                      |                                                |                                                |
| Kreuzung geradeaus unten (Strecken außer Betrieb) · Kreuzung geradeaus unten (Querstrecke außer Betrieb) · Kreuzung geradeaus unten (Strecken außer Betrieb) |                      | Schmalspurbahn Nowy Karb–Maciejów Śląski       | Schmalspurbahn Nowy Karb–Maciejów Śląski       |
| Abzweig quer und nach rechts (Strecke außer Betrieb) · Kreuzung geradeaus unten (Querstrecke außer Betrieb) · Strecke nach rechts (außer Betrieb) |                      | nach Pyskowice (Peiskretscham)                 | nach Pyskowice (Peiskretscham)                 |
| Kreuzung geradeaus oben (Querstrecke außer Betrieb) |                      | Oberschlesische Sandbahn                       | Oberschlesische Sandbahn                       |
| Kreuzung geradeaus unten |                      | Oberschlesische Sandbahn                       | Oberschlesische Sandbahn                       |
| Abzweig geradeaus und ehemals von links |                      | Anschlüsse, u. a. Kohlenbergwerk Ludwik        | Anschlüsse, u. a. Kohlenbergwerk Ludwik        |
| ehemaliger Bahnhof | 4,051                | Zabrze Północ ([Hindenburg-]Ludwigsglück)      | 261 m                                          |
| Strecke von links (außer Betrieb) · Abzweig geradeaus und ehemals nach rechts |                      |                                                |                                                |
| Strecke (außer Betrieb) · ehemalige Blockstelle | 7,920                | Abzweig Maciejów Północny                      | 236 m                                          |
| Strecke (außer Betrieb) · Abzweig geradeaus und nach links |                      | nach Zabrze Makoszowy (Makoschau)              | nach Zabrze Makoszowy (Makoschau)              |
| Abzweig geradeaus und von rechts (Strecke außer Betrieb) · Strecke |                      | Anschluss                                      | Anschluss                                      |
| Strecke (außer Betrieb) · Abzweig geradeaus und von links |                      | von Ruda Chebzie (Morgenroth; mit Überwerfung) | von Ruda Chebzie (Morgenroth; mit Überwerfung) |
| Strecke (außer Betrieb) · Abzweig geradeaus und von links |                      | von Gliwice Sośnica (Sosnitza)                 | von Gliwice Sośnica (Sosnitza)                 |
| Strecke (außer Betrieb) · Strecke mit Straßenbrücke |                      | Autobahn 1                                     | Autobahn 1                                     |
| Abzweig ehemals geradeaus und von links · Strecke |                      | Anschluss Mostostal Zabrze                     | Anschluss Mostostal Zabrze                     |
| Strecke nach links · Abzweig geradeaus und von rechts |                      |                                                |                                                |
| Bahnhof | 13,063               | Gliwice (Gleiwitz [Stsbf])                     | 221 m                                          |
| Strecke |                      | nach Kędzierzyn-Koźle (Kandrzin)               | nach Kędzierzyn-Koźle (Kandrzin)               |

Die Bahnstrecke Zabrze Biskupice–Gliwice (Borsigwerk–Gleiwitz) ist eine zweigleisige, elektrifizierte und regulär vom Personenverkehr nicht mehr genutzte Eisenbahnstrecke in der polnischen Woiwodschaft Schlesien.

## Verlauf und Zustand
Die Strecke beginnt im Bahnhof Zabrze Biskupice (Borsigwerk Stsbf) an der Bahnstrecke Bytom–Wrocław und verläuft südwestwärts über die Abzweigstelle Maciejów Północny (km 7,920), von der eine Verbindungsstrecke in Richtung Zabrze Makoszowy besteht, zum Bahnhof Gliwice (Gleiwitz; km 13,063) an der Bahnstrecke Katowice–Legnica.
Die Strecke ist durchgehend elektrifiziert und zweigleisig. Das eine Gleis ist mit fünfzig Kilometern pro Stunde zu befahren, das andere mit achtzig, im Bahnhofsbereich Zabrze Biskupice mit hundert.

## Geschichte
Die Strecke wurde am 27. Oktober 1872 von der Oberschlesischen Eisenbahn eröffnet, bis 1928 zweigleisig ausgebaut und teilweise neutrassiert. Seit dem 23. Oktober 1980 ist die Strecke elektrifiziert, 2001 wurde der Personenverkehr eingestellt, zwischenzeitlich wiederaufgenommen und wieder eingestellt.